# Terreiro (Cuanza Norte)
Terreiro é uma vila e comuna angolana que se localiza na província de Cuanza Norte, pertencente ao município de Bolongongo.